# (2030) Belyaev
(2030) Belyaev – planetoida z grupy pasa głównego asteroid okrążająca Słońce w ciągu 3 lat i 136 dni w średniej odległości 2,25 au Została odkryta 8 października 1969 roku w Krymskim Obserwatorium Astrofizycznym w Naucznym na Półwyspie Krymskim przez Ludmiłę Czernych. Nazwa planetoidy pochodzi od nazwiska radzieckiego kosmonauty Pawła Bielajewa. Przed nadaniem nazwy planetoida nosiła oznaczenie tymczasowe (2030) 1969 TA2.